# Jill Clayburgh

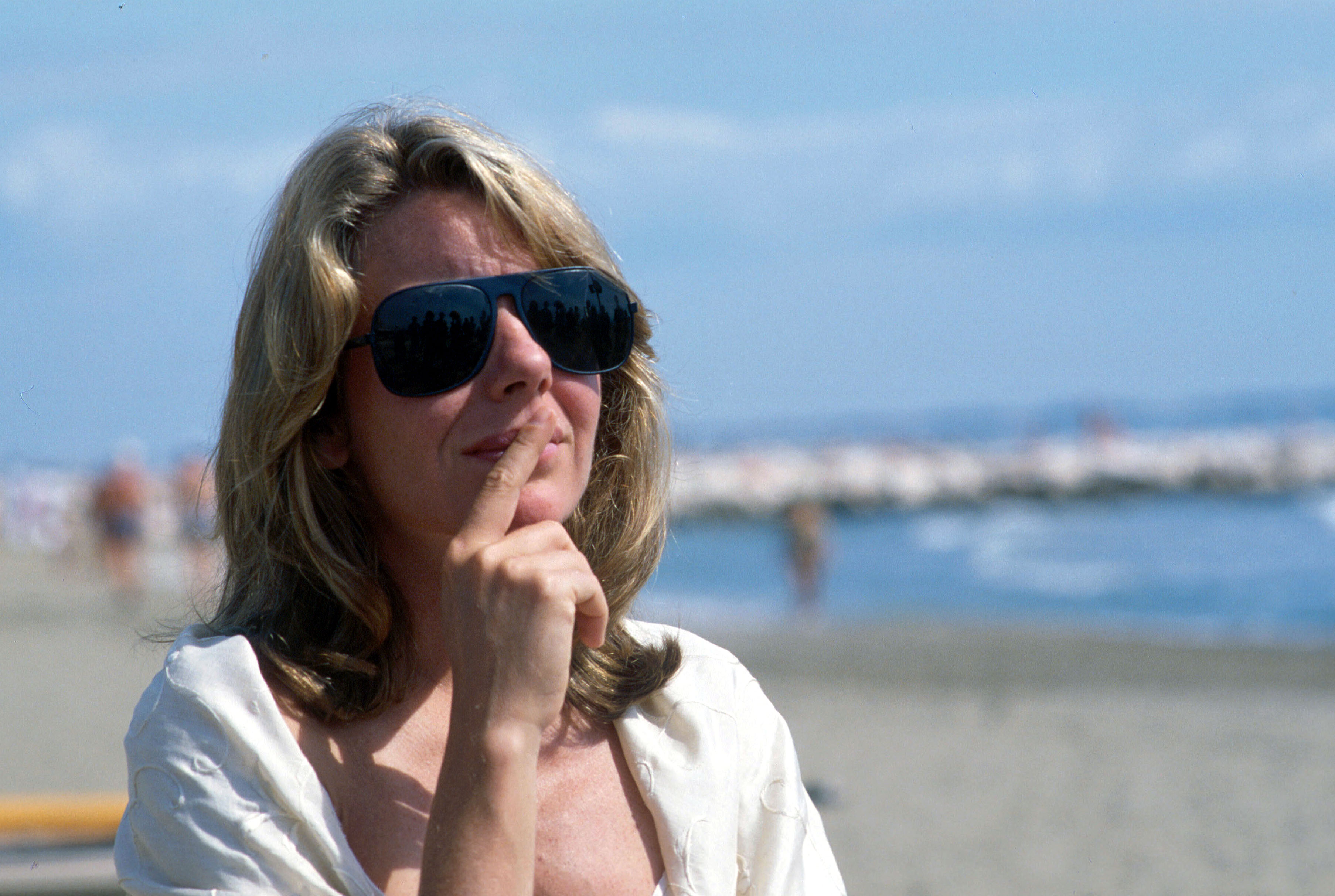
Jill Clayburgh (1983)

Jill Clayburgh  (* 30. April 1944 in New York City, New York; † 5. November 2010 in Lakeville, Connecticut) war eine US-amerikanische Theater-, Film- und Fernsehschauspielerin.

## Leben
Jill Clayburgh wurde 1944 als Tochter von Albert Henry Clayburgh († 1997) und dessen Frau Julia (Geburtsname: Dorr, † 1975) geboren. Beide Elternteile waren assimilierte Juden. Ihr Vater Manager in der Industrie und Sohn der Opernsängerin Alma Clayburgh (1881–1958). Ihre Mutter hatte als Sekretärin für den Theaterproduzenten David Merrick gearbeitet.
Clayburgh wuchs mit einem jüngeren Bruder und einem älteren Stiefbruder in Manhattan auf, wo sie die Town School und die renommierte Privatschule Brearly School besuchte. Anschließend studierte sie am Sarah Lawrence College Philosophie, Religion und Literatur. Auf Anregung einer Mitschülerin besuchte Clayburgh in dieser Zeit das Williamstown Theater Festival in Massachusetts, wo sie einen kleinen Part in einer Inszenierung von George Bernard Shaws Man and Superman erhielt. Sie schloss das College 1966 mit dem Bachelor of Arts ab.
Nachdem Clayburgh auf dem College mit dem jungen Robert De Niro in Brian De Palmas Independent-Produktion The Wedding Party (1969 veröffentlicht) auch erste Filmerfahrungen gemacht hatte, nahm sie Schauspielunterricht bei Uta Hagen und wurde Mitglied des Charles Playhouse in Boston. Dort arbeitete sie mit dem damals noch unbekannten Al Pacino zusammen, dessen Lebensgefährtin sie wurde, und kehrte mit ihm nach New York zurück. Clayburgh debütierte dort 1968 am Broadway in dem wenig erfolgreichen Stück The Sudden & Accidental Re-Education of Horse Johnson an der Seite von Jack Klugman. Erfolgreicher waren ihre Hauptrollen in dem Musical The Rothschilds (1970) und Bob Fosses Komödie Pippin (1972), die zusammen fast 2500 Mal am Broadway aufgeführt wurden.
Parallel zu ihrer Theaterkarriere nahm Clayburgh mit Beginn der 1970er Jahre regelmäßig Engagements im amerikanischen Fernsehen und Film wahr. Größere Bekanntheit erlangte sie durch die Hauptrolle einer tapferen, misshandelten Prostituierten in Joseph Sargents Fernsehfilm Unterm Strich (1975), wofür sie eine Emmy-Nominierung erhielt. Ein Jahr später war sie als Carole Lombard in Sidney J. Furies Filmbiografie Sag’ ja zur Liebe (1976) zu sehen, in dem James Brolin Clark Gable verkörperte. In der Folge porträtierte Clayburgh im Zeitalter der Emanzipation ähnlich erfolgreich wie Ellen Burstyn, Carrie Snodgress oder Marsha Mason wiederholt die moderne Frau im Kampf um Anerkennung ihrer Werte in der Männerwelt. „Eines der Dinge, das ich an Filmen mag, ist das Abenteuer. Ich mag es, an verschiedene Orte zu gehen und ich mag es jeden Tag verschiedene Szenen zu drehen“, so Clayburgh.
Den internationalen Durchbruch als Filmschauspielerin feierte Clayburgh 1978 mit Paul Mazurskys Eine entheiratete Frau. In dem Drama war sie als begüterte New Yorker Ehefrau und Mutter zu sehen, die durch eine plötzliche Scheidung ihre gesamte Existenz in Frage stellt. Der Part der Erica brachte Clayburgh großes Lob seitens der Kritik sowie den Darstellerpreis der Internationalen Filmfestspiele von Cannes und Nominierungen für den Oscar und Golden Globe Award ein. Ähnlich erfolgreich war die hochgewachsene blonde Schauspielerin mit Alan J. Pakulas Komödie Auf ein Neues (1979), in der sie in die Rolle einer Kindergärtnerin schlüpfte, die nach schlechten Erfahrungen mit Männern nur zögerlich eine Beziehung mit Burt Reynolds eingeht. Diese Leistung brachte ihr erneut Nominierungen für den Oscar und den Golden Globe ein.
Nach Bernardo Bertoluccis Drama La Luna (1979), in dem sie eine mit ihrem rauschgiftsüchtigen Sohn in inzestuöser Liebe verbundene Opernsängerin spielte, und Ronald Neames Komödie Ein Montag im Oktober (1981) mit Walter Matthau gelang es Clayburgh nicht mehr, an den früheren Filmerfolg anzuknüpfen. Auf Kritik stieß 1983 Costa-Gavras’ Politdrama Hanna K., in dem sie die Titelrolle spielte – eine amerikanisch-israelische Anwältin, die sich für einen Palästinenser einsetzt. Nachdem pro-israelische Gruppen den Film als „anti-israelisch“ bezeichnet hatten, zog sich Clayburgh vorübergehend ins Privatleben zurück. Erst drei Jahre später kehrte sie mit dem Melodram Grenzenloses Leid einer Mutter (1986) auf die Kinoleinwand zurück. Ab den 1990er Jahren trat sie öfter im US-amerikanischen Fernsehen in Erscheinung, darunter als Mutter von Serienheldin Ally McBeal (1999–2001) sowie als unglückliche Patientin in der Serie Nip/Tuck – Schönheit hat ihren Preis (2005), wofür sie eine Emmy-Nominierung erhielt.
Jill Clayburgh war ab 1979 mit dem Theater- und Filmautor David Rabe verheiratet, mit dem sie einen Sohn und eine Tochter sowie einen Stiefsohn hatte. Ihre Tochter Lily Rabe (* 1982) wurde ebenfalls Schauspielerin. Clayburgh starb am 5. November 2010 im Alter von 66 Jahren an einer chronischen Form von Leukämie, mit der sie 21 Jahre lang gelebt hatte.

## Theaterstücke (Auswahl)

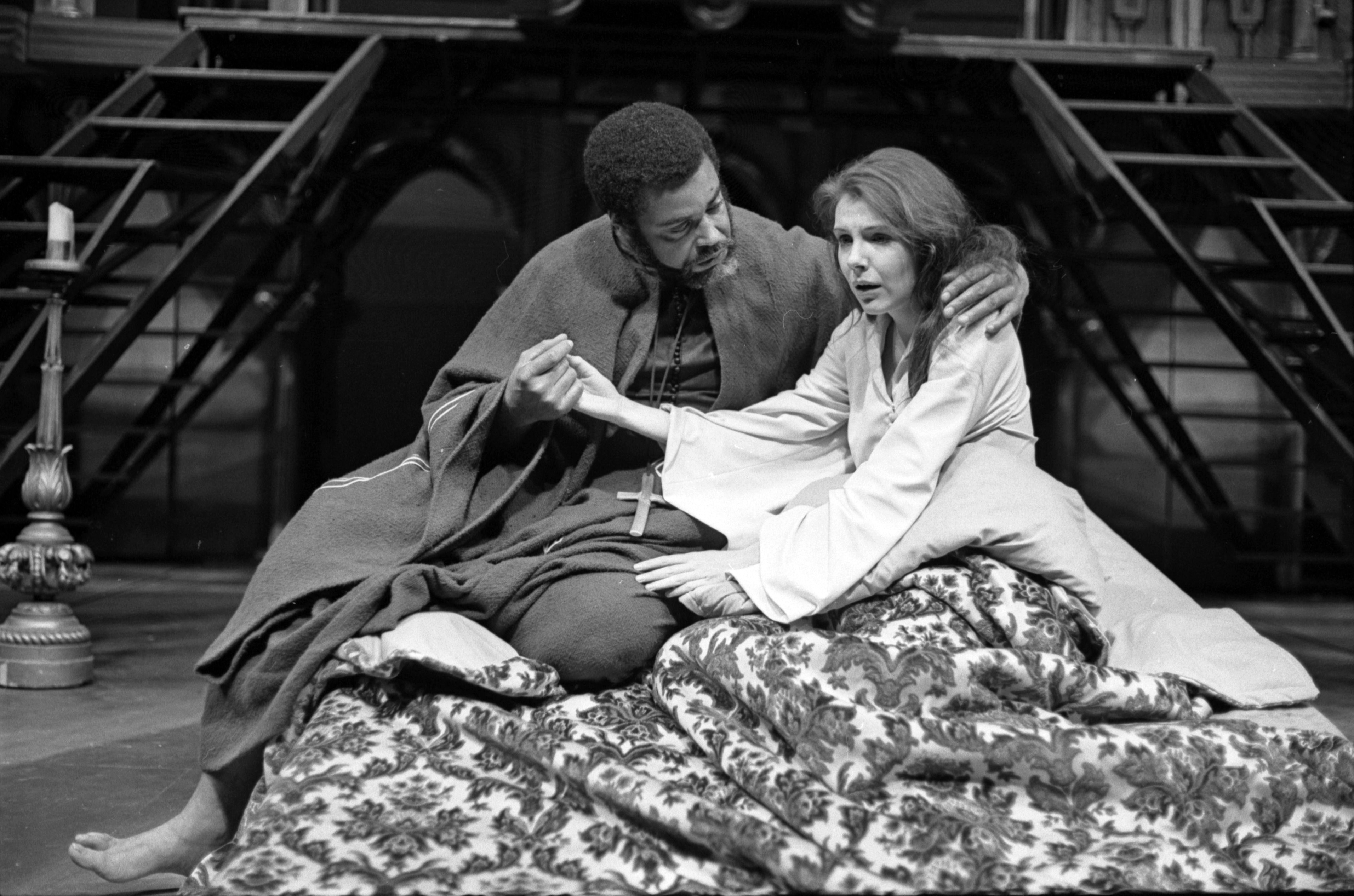
Jill Clayburgh als Desdemona mit James Earl Jones in Othello (1971)

- 1968: The Sudden & Accidental Re-Education of Horse Johnson (Belasco Theatre, New York; Rolle: Dolly)
- 1969: Calling in Crazy (Fortune Theatre, New York)
- 1970: The Nest (Mercury Theatre, New York; Rolle: Aimee)
- 1970: The Rothschilds (Lunt-Fontanne Theatre, New York; Rolle: Hannah Cohen)
- 1971: Othello (Mark Taper Forum, Los Angeles; Rolle: Desdemona)
- 1972: Pippin (Imperial Theatre, New York; Rolle: Catherine)
- 1974: Jumpers (Billy Rose Theatre, New York; Rolle: Dotty)
- 1984: Design For Living (Circle in the Square Theatre, New York; Rolle: Gilda)
- 2002: The Exonerated (Theatres at 45 Bleecker/Bleecker Street Theatre, New York; Rolle: Sunny Jacobs)
- 2005: A Naked Girl on the Appian Way (American Airlines Theatre, New York; Rolle: Bess Lapin)
- 2006: Barefoot in the Park (Cort Theatre, New York; Rolle: Mrs. Banks)
- 2006: The Busy World is Hushed (Playwrights Horizons, New York; Rolle: Hannah)
- 2006: The Clean House (Mitzi E. Newhouse Theater, New York; Rolle: Virginia)

## Filmografie (Auswahl)
- 1969: The Wedding Party
- 1972: Portnoys Beschwerden (Portnoy’s Complaint)
- 1973: Webster ist nicht zu fassen (The Thief Who Came to Dinner)
- 1974: Der Killer im Kopf (The Terminal Man)
- 1975: Unterm Strich (Hustling)
- 1976: Sag ja zur Liebe (Gable and Lombard)
- 1976: Liebe ohne Hoffnung (Griffin and Phoenix: A Love Story)
- 1976: Trans-Amerika-Express (Silver Streak)
- 1977: Zwei ausgebuffte Profis (Semi-Tough) – Regie: Michael Ritchie
- 1978: Eine entheiratete Frau (An Unmarried Woman)
- 1979: Auf ein Neues (Starting Over)
- 1979: La Luna
- 1980: It’s My Turn – Ich nenn'es Liebe (It’s My Turn)
- 1981: Ein Montag im Oktober (First Monday in October)
- 1982: Die Jagd nach dem Leben (I'm Dancing as Fast as I Can)
- 1983: Hanna K.
- 1986: Duell mit dem Schicksal (Miles to Go...)
- 1986: Grenzenloses Leid einer Mutter (Where Are the Children?)
- 1987: Shy People – Bedrohliches Schweigen (Shy People)
- 1989: Fearstalk – Der Todesstachel (Fearstalk)
- 1990: Ausstieg ins Paradies (Oltre l’oceano)
- 1990: Abgründe des Lebens (Unspeakable Acts)
- 1991: Reason for Living: The Jill Ireland Story
- 1992: Bitterer Triumph (The Price of Passion)
- 1992: Stimmen im Dunkel (Whispers in the Dark)
- 1992: Rich in Love
- 1992: Das Gesetz der Mafia (Le grand pardon II)
- 1993: Feuersturm über Kalifornien (Firestorm: 72 Hours in Oakland)
- 1994: Du sollst Vater und Mutter ehren – Doppelmord in Beverly Hills (Honor Thy Father and Mother: The True Story of the Menendez Murders)
- 1994: Magersüchtig – Schrei nach Liebe (For the Love of Nancy)
- 1995: Entführt! – Die furchtbare Wahrheit (The Face on the Milk Carton)
- 1997: Der lange Weg der Leidenschaft (Going All the Way)
- 1997: Fools Rush In – Herz über Kopf (Fools Rush In)
- 1997: Mutterliebe – Eine Frau kämpft um ihr Kind (When Innocence Is Lost)
- 1997: Out of Control – Gefährliche Begierde (Out of Control)
- 1997: Deine Schönheit ist dein Verderben (Crowned and Dangerous)
- 1999–2001: Ally McBeal (Fernsehserie; vier Folgen)
- 2003: Phenomenon II – Ein wunderbares Genie (Phenomenon II)
- 2004: Practice – Die Anwälte (Fernsehserie; drei Folgen)
- 2004: Nip/Tuck – Schönheit hat ihren Preis (Fernsehserie; zwei Folgen)
- 2006: Krass (Running with Scissors)
- 2007: Dirty Sexy Money (Fernsehserie)
- 2010: Love and other Drugs – Nebenwirkung inklusive (Love & Other Drugs)
- 2011: Brautalarm (Bridesmaids)

## Auszeichnungen
- 1975: Emmy-Nominierung als beste Hauptdarstellerin in einem Spezialprogramm (Drama/Komödie) für Unterm Strich
- 1978: Beste Darstellerin auf den 31. Internationalen Filmfestspielen von Cannes für Eine entheiratete Frau
- 1979: BAFTA-Nominierung als beste Hauptdarstellerin für Eine entheiratete Frau
- 1979: Golden Apple Award
- 1979: Golden-Globe-Nominierung als beste Hauptdarstellerin für Eine entheiratete Frau
- 1979: Oscar-Nominierung als beste Hauptdarstellerin für Eine entheiratete Frau
- 1980: Golden-Globe-Nominierungen als beste Hauptdarstellerin (Drama) für La Luna und als beste Hauptdarstellerin (Komödie/Musical) für Auf ein Neues
- 1980: Oscar-Nominierung als beste Hauptdarstellerin für Auf ein Neues
- 1982: Golden-Globe-Nominierung als beste Hauptdarstellerin (Komödie/Musical) für Ein Montag im Oktober
- 2005: Emmy-Nominierung als beste Gastdarstellerin in einer Fernsehserie (Drama) für Nip/Tuck – Schönheit hat ihren Preis